# 迪吉大押

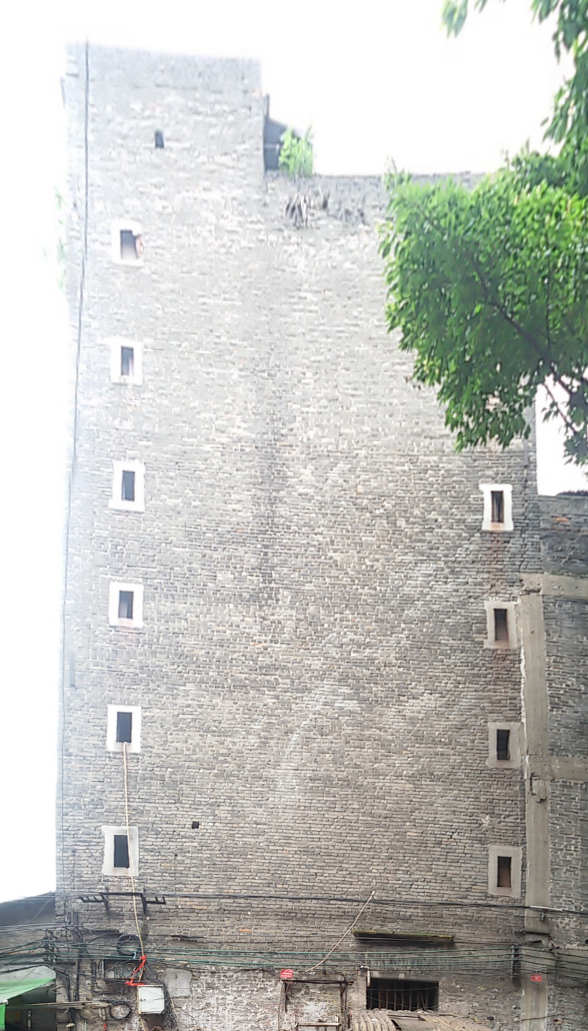
迪吉大押

迪吉大押是中國廣東廣州嘅一間民國大押，在梯雲東路和珠璣路的交界西南角。在2011年12月被定為荔灣區登記保護文物。目前未向公眾開放。